# Zajec Jojo
Zajec Jojo (v izvirniku angleško Jojo Rabbit) je ameriški komično-dramski film režiserja Taike Waititija, ki je izšel jeseni 2019 v distribuciji Fox Searchlight Pictures.
Zgodba temelji na romanu Caging Skies pisateljice Christine Leunens in spremlja desetletnika Johannesa Betzlerja – »Jojoja«, navdušenega Hitlerjevega mladinca, ki proti koncu vojne odkrije, da njegova mati skriva mlado Judinjo na podstrešju. Waititi je napisal scenarij in tudi odigral vlogo Jojojevega namišljenega prijatelja Hitlerja, v ostalih glavnih vlogah pa so nastopili Roman Griffin Davis, Scarlett Johansson, Thomasin McKenzie, Rebel Wilson, Stephen Merchant, Alfie Allen in Sam Rockwell.
Film je bil premierno prikazan 8. septembra 2019 na 44. Filmskem festivalu v Torontu, kjer je osvojil glavno nagrado, na spored ameriških kinematografov pa je prišel 18. oktobra. Deležen je bil pretežno pozitivnega odziva kritikov, ki so pohvalili igro, prisrčen humor, glasbo in produkcijo, le nekateri (zlasti nemški) so kritizirali pretirano lahkotno upodabljanje nacistov. Nominiran je bil za šest oskarjev, tudi za najboljši film, in na 92. podelitvi oskarjev prejel nagrado za najboljši scenarij po literarni predlogi. Waititi je za scenarij prejel tudi nagrado Bafte v tej kategoriji.

## Zgodba
Johannes Betzler - »Jojo« je fant, ki živi z mamo Rosie v nekem mestu v Tretjem rajhu proti koncu druge svetovne vojne. Njegov odsotni oče naj bi služil na italijanskem bojišču, starejša sestra Inge pa je pred kratkim umrla za gripo. Jojo je navdušen mali nacist, ki dojema svet skozi nacistično propagando in ima namišljenega prijatelja Adolfa, norčavo različico Hitlerja.
Ko dopolni deset let, je čas, da se pridruži Hitlerjevi mladini. Z najboljšim prijateljem Yorkijem se udeleži tabora za trening pod vodstvom enookega kapitana Klenzendorfa in prejme bojni nož, simbol Hitlerjeve mladine. Ko ga starešine nekega dne poskušajo pripraviti do tega, da bi zavil vrat zajcu, Jojo v solzah zbeži, zato si prisluži vzdevek »Zajec Jojo«. Adolf ga podžge, zato priteče nazaj k ostalim in izmakne ročno bombo, da bi dokazal svoj pogum, a se bomba odbije od drevesa in mu eksplodira pod nogami. Jojo sicer okreva, a je zaznamovan z brazgotino na obrazu in šepanjem. Rosie nato prisili Klenzendorfa, ki so mu zaradi nezgode odvzeli položaj, da kljub poškodbam vključi Jojoja v aktivnosti mestnega štaba. Tako ima Jojo različne manjše zadolžitve, kot so razdeljevanje propagandnih letakov in zbiranje odpadne kovine.
Ko je nekega dne sam doma, odkrije v hiši Elso Korr, Judovsko najstnico, ki je bila sošolka njegove pokojne sestre. Sprva sta nezaupljiva drug do drugega, a ker mu je vzela nož in se je Jojo boji, obljubi, da bo ohranil skrivnost. Kmalu spet pride do nje, ker ga daje radovednost, in jo prosi, naj izda nekaj »judovskih skrivnosti« za knjigo o Judih, ki jo Jojo piše za Klenzendorfa. Elsa mu natvezi kup puhlic o grozotah, ki da jih počnejo Judje. Materi zameri, da skriva Judinjo, a ker ne sme izdati, da ve zanjo, obtoži Rosie pomanjkanja patriotizma. Sčasoma v pogovorih z Elso izve, da ima ta zaročenca Nathana, ki bi ga rada spet našla po vojni. Nanj kljub vsemu postane ljubosumen, zato si izmisli njegovo pismo Elsi, v kateri Nathan sporoči, da je našel drugo dekle. Elsa se razjoče, zato hitro sledi novo pismo, v katerem »Nathan« zanika prejšnje. Jojo, ki mu Elsa prirašča k srcu, se spre z Adolfom, ki vztraja, da je Elsa pošast. Kasneje Jojo med zbiranjem kovin po mestu opazi svojo mater, ki razdeljuje protivojne letake.
Nekega dne med Rosiejino odsotnostjo pridejo preiskat hišo Gestapovci pod vodstvom kapitana Deertza, kmalu za njimi pa po naključju še Klenzendorf. Deertz postane sumničav, ker je Jojo izgubil svoj nož, zato se prikaže Elsa in jim reče, da je njegova sestra ter da mu je ona vzela nož. Klenzendorfu pokaže Ingejine dokumente. Klenzendorf jo preskusi; vpraša jo po datumu rojstva in je zadovoljen z odgovorom, zato ji vrne dokumente, nakar vsi odidejo. Vendar Elsa ugotovi, da je povedala napačen datum (torej se je Klenzendorf pretvarjal), zaradi česar je prepričana, da je v težavah. Kasneje tega dne Jojo odkrije, da so njegovo mamo obesili na mestnem trgu kot izdajalko. Ves iz sebe pride domov, zabode Elso v ramo in se zgrudi v joku, Elsa pa ga poskuša potolažiti.
Čez nekaj časa Jojo spet sreča Yorkija, ki je zdaj vojak. Yorki mu pove, da je Hitler storil samomor in da se zavezniki približujejo. Kmalu po tistem izbruhne spopad. Fräulein Rahm, ki jo je Jojo spoznal kot inštruktorico na taboru, razdeljuje orožje in pošilja otroke v boj. Tudi Jojo dobi vojaški suknjič, nato pa pobesnela gospodična Rahm steče na trg, kjer jo ubije eksplozija. Obramba mesta, ki ga napadajo Rusi in Američani, se kmalu preda. Jojo se znajde med ujetniki, ki jih ruski vojaki postrojijo ob zidu na nekem dvorišču. Reši ga ranjeni Klenzendorf, ki mu sname suknjič in ga prične zmerjati kot Juda, zato ga Rusi vržejo na cesto, tik preden zadonijo streli.
Jojo zbeži domov in se zlaže Elsi, da je Nemčija zmagala, da bi preprečil njen odhod. Njo zgrabi obup, zato ji prebere novo »pismo« od njenega zaročenca, v katerem »Nathan« razkrije, da sta našla način, kako jo pretihotapiti v Pariz. Elsa takrat prizna, da je Nathan prejšnje leto umrl za tuberkulozo. Jojo ji pove, da jo ima rad, Elsa pa mu odvrne, da ga ima rada kot mlajšega brata. Kmalu po tistem se pojavi razmršeni Adolf z luknjo v glavi in pobesni, ker se je Jojo postavil na Elsino stran, zato ga Jojo brcne skozi okno. Nato odpelje Elso na ulico, polno ameriških vojakov. Ona mu prisoli klofuto, ker se ji je zlagal, na koncu pa oba zaplešeta na ulici.

## Igralska zasedba
- Roman Griffin Davis kot Jojo, nemški deček
- Thomasin McKenzie kot Elsa, Judovsko dekle, ki jo Rosie skriva v hiši
- Taika Waititi kot Adolf, Jojojev namišljeni prijatelj, domišljijska različica Adolfa Hitlerja
- Rebel Wilson kot Fräulein Rahm, inštruktorica v taboru Hitlerjeve mladine
- Stephen Merchant kot Deertz, agent Gestapa
- Alfie Allen kot Finkel, pribočnik kapitana Klenzendorfa
- Sam Rockwell kot kapitan Klenzendorf, oficir nemške vojske, ki vodi kamp Hitlerjeve mladine
- Scarlett Johansson kot Rosie, Jojojeva mati, prikrita protinacistka